# Seychellesia nitidula
Seychellesia nitidula är en insektsart som beskrevs av Bolívar, I. 1912. Seychellesia nitidula ingår i släktet Seychellesia och familjen syrsor. IUCN kategoriserar arten globalt som akut hotad. Inga underarter finns listade i Catalogue of Life.